# 癒創樹
癒創樹，亦稱癒創木，是癒創木屬的植物。癒創木屬下有6個物種，都是美洲亞熱帶及熱帶的特有種。其學名源自於巴哈馬群島泰諾族的Maipurean語，並於1533年作為英文使用。
癒創樹在美國加利福尼亞州及科羅拉多州是一種觀賞植物。它們生長得很慢，最高可達20米，但一般都少於10米。它們會分泌癒創樹脂，可以用來治療咳嗽及關節炎。木槺可以用來沖茶。
「癒創木」它是自然界已知第4硬的木頭，比橡木硬3倍，也是第4重的木頭，平均比重1.257。英文名稱源自拉丁文Lignum Vitae，直接翻譯就是「生命之樹」或「生命之木」，可以長到高達6公尺左右。 有許多彎曲的樹枝，呈圓拱形。 花朵為藍色，會結出一串串五到十朵的腋生花束。果實是肉質、呈橘色。有非常堅實質密的樹皮，因此不會腐爛——大多數芳香療法所用的就是這個部位——類似黃楊樹。 生長於南美，阿根廷最多，在格蘭夏哥省（Gran Chaco)與里約伯加摩(Rio Berjamo)，巴拉圭次之。許多古書稱之為健康樹或健康香脂。 也生長於加勒比海區，是巴哈馬的國樹，花朵則是牙買加的國花。

## 用途
癒創樹的心材可以生產癒創樹脂，其中主要的的有效成分是癒創木酚。本韋努托·切利尼就紀錄了癒創樹的天然植物膠可以用來治療病毒。斯特拉达努斯就曾於1580年描繪了一個梅毒病人得到癒創樹的治愈。繪畫當時梅毒正在歐洲肆虐，很多人都期盼癒創樹可以解決這個問題。
巴拉圭人則認為愈創木在治療一些嚴重的疾病上頗有價值，如癌症，這也許要歸功於它促進發汗的特性。
癒創樹的心材有消炎止痛的功能，根部則能代謝尿酸，莖部有排濕排毒的功效。
癒創樹脂所衍生的酚化合物，可以用來進行大便隐血試驗。血紅素會在過氧化氫上形成有顏色的化合物。
藥用癒創木是牙買加的國花；神聖癒創木是巴哈馬群島的國樹。
癒創樹的貿易受到《瀕危野生動植物種國際貿易公約》附錄二的限制。
癒創木可以作為食品添加劑，E編碼是E314，分類為抗氧化劑。

## 下属物种
本属包括以下物种：
- Guaiacum angustifolium
- Guaiacum coulteri A.Gray
- Guaiacum dubium G.Forst.
- Guaiacum nellii (Navarro) Christenh. & Byng
- 藥用癒創木 Guaiacum officinale L.
- Guaiacum planchonii A.Gray, 1887
- 神聖癒創木 Guaiacum sanctum L.
- Guaiacum unijugum Brandegee

## 保育狀況
本属所有种均被列為《瀕危野生動植物種國際貿易公約》（CITES）附錄二的物種，被限制出口及貿易。

## 外部連結
- Symbols of Jamaica （页面存档备份，存于）
- Symbols of the Bahamas （页面存档备份，存于）
- CITES （页面存档备份，存于）